# وندوور سور برس
وندوور سور برس (به فرانسوی: Vendeuvre-sur-Barse) یک کمون در فرانسه است که در Canton of Vendeuvre-sur-Barse واقع شده‌است.

## خصوصیات
وندوور سور برس ۵۱٫۹۴ کیلومترمربع مساحت و ۲٬۳۸۵ نفر جمعیت دارد و ۱۷۷ متر بالاتر از سطح دریا واقع شده‌است.